# Мюльхаузенская кирха
Мюльха́узенская ки́рха (Кирха Святой Анны) — памятник кирпичной готики, расположенный в посёлке Гвардейское Багратионовского района Калининградской области.

## История

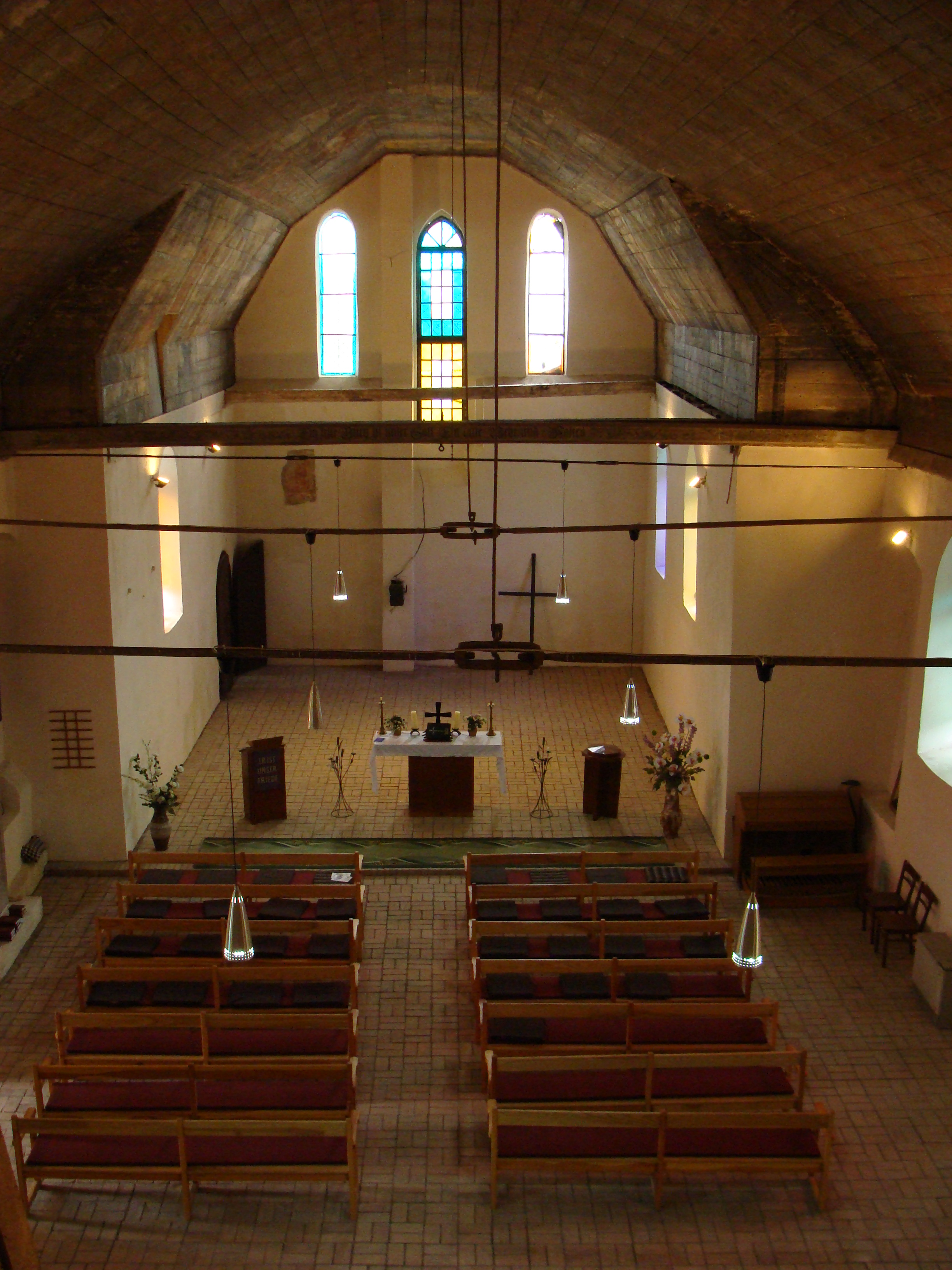
интерьер

Впервые упоминается в 1454, когда Великий магистр Тевтонского ордена Людвиг фон Эрлихсхаузен подарил церковь Даниэлю фон Кунхайм из Лотарингии, но уже тогда она была старой и обветшавшей. В конце XV века была произведена реконструкция кирхи.
Внутреннее убранство храма было очень богатым. Алтарная композиция 1693—1695 гг сделана резчиком Исааком Ригой. Участвовал в росписи кирхи и кёнингсбергский придворный художник Готфрид Хинц. Среди картин особенно выделялся портрет Мартина Лютера кисти Лукаса Кранаха Младшего, купленный Эрхардом фон Кунхаймом. Известно, что в кирхе похоронена дочь Мартина Лютера Маргарита. Также в ней хранились реликвии, связанные с его именем, например, письма.
Во время Второй мировой войны церковь не пострадала. По состоянию на 1990 год она — одна из наиболее сохранившихся кирх Калининградской области. С 1991 курируется представителями немецкой евангелическо-лютеранской общины.